# Sonaecom
Sonaecom är ett ledande portugisiskt telekomföretag, som ingår i Sonae – det största konglomerat i den privata sektorn i Portugal.
Företaget grundades 1994 och är verksam inom områden telekommunikation (mobiltelefonitjänsten Optimus och Internettjänsterna Novis och Clix, fast telefonitjänsten Optimus Home), media (tidningen Público) samt program- och systemintegration (Saphety, WeDo, BizDirect e Mainroad).
Sonaecom har 2,8 miljoner kunder och en personalstyrka på 1960 anställda.
Företaget är börsnoterat på Euronext Lisbon och ingår i PSI-20 index.